# Couvent des Petits Pères

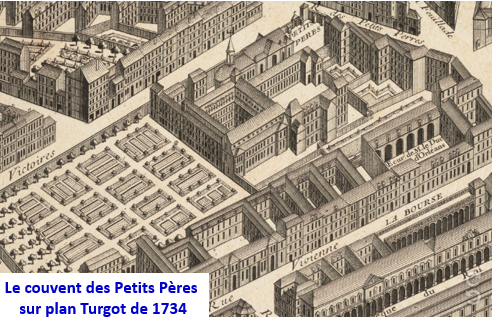
Der Couvent des Petits Pères auf dem Plan de Turgot

Der Couvent des Petits Pères oder Couvent des Augustins déchaussés war ein Pariser Kloster, das im Oktober 1791 geschlossen wurde. Die 1858 zerstörten Gebäude befanden sich an der Stelle, an der heute das Rathaus des 2. Arrondissements, die Caserne des Petits Pères und die Rue de la Banque liegen. Der Ursprung der Bezeichnung „Petits Pères“ (kleine Väter) ist unklar.
Nur die Kapelle des Klosters, die heutige Basilika Notre-Dame-des-Victoires, an der Place des Petits-Pères ist noch erhalten.

## Gründung
Die Unbeschuhten Augustiner waren aus einer Reform des Augustinerordens hervorgegangen.
Die Unbeschuhten Augustiner der Congrégation de France, die sich zunächst auf der Rive Gauche und dann in der Dauphiné niedergelassen hatten, kehrten 1619 nach Paris zurück. Sie kauften 1628 ein Grundstück am Rande des Chemin Herbu (heute Rue Notre-Dame-des-Victoires) in einem Viereck, das heute zwischen der Rue de la Banque, der Rue des Petits-Pères, der Rue Notre-Dame des Victoires und dem Place de la Bourse liegt.
Ihr Kloster wurde von Ludwig XIII. zur königlichen Stiftung erklärt. Der Grundstein für die Kirche, die nach der erfolgreichen Belagerung von La Rochelle (1627–1628) als Notre-Dame-des-Victoire gewidmet wurde, wurde am 9. Dezember 1629 in Anwesenheit des Königs gelegt. Die Klostergebäude wurden nach den Plänen des Architekten Galopin errichtet.

## Entwicklung
Der Wiederaufbau der zu klein gewordenen Kirche und des Klosters wurde ab 1656 nach den Plänen des Architekten Pierre Le Muet begonnen und von Libéral Bruant und Gabriel Leduc bis zum Abschluss der Arbeiten im Jahr 1740 fortgesetzt.
Auf einem quadratischen Grundriss umfasste das Kloster einen doppelten Kreuzgang, vier Schlafsäle, die mit zahlreichen Zellen in Verbindung standen, ein Refektorium, das mit Gemälden aus dem Leben des heiligen Augustinus von Hippo geschmückt war, ein Medaillenkabinett mit Gemälden von Caravaggio und Tizian, sowie und eine Bibliothek, die zur Zeit der Revolution 40.000 Bände umfasste.
Das Anwesen umfasste einen großen Garten und Gebäude, die von den Petits Pères gepachtet wurden. Das Kloster war mit 61 Ordensleuten im Jahr 1768 eines der größten in Paris und mit einem Jahreseinkommen von über 10.000 Livres eines der reichsten. Dieses Einkommen wurde zum Teil durch die Zinsen der für den Bau der Kirche aufgenommenen Kredite aufgezehrt, ermöglichte aber auch einen prunkvollen Lebensstil, der durch Reformen, die die ursprünglichen Regeln abschwächten, begünstigt wurde.

## Auflösung des Klosters
Die Mönche wurden im Oktober 1791 verjagt. Die zur Pfarrei erhobene Kirche wurde später geschlossen und diente der Société populaire et patriotique du Mail als Versammlungsraum. Im Jahr 1809 wurde sie wieder dem Pfarrgottesdienst übergeben.
Die Place des Petits-Pères wurde 1805 auf dem Hof des ehemaligen Klosters eröffnet. Die Klostergebäude, die in nationalen Besitz übergingen, wurden 1858 abgerissen, um die Caserne des Petits Pères, das Rathaus des 2. Arrondissements und die Rue de la Banque zu bauen.

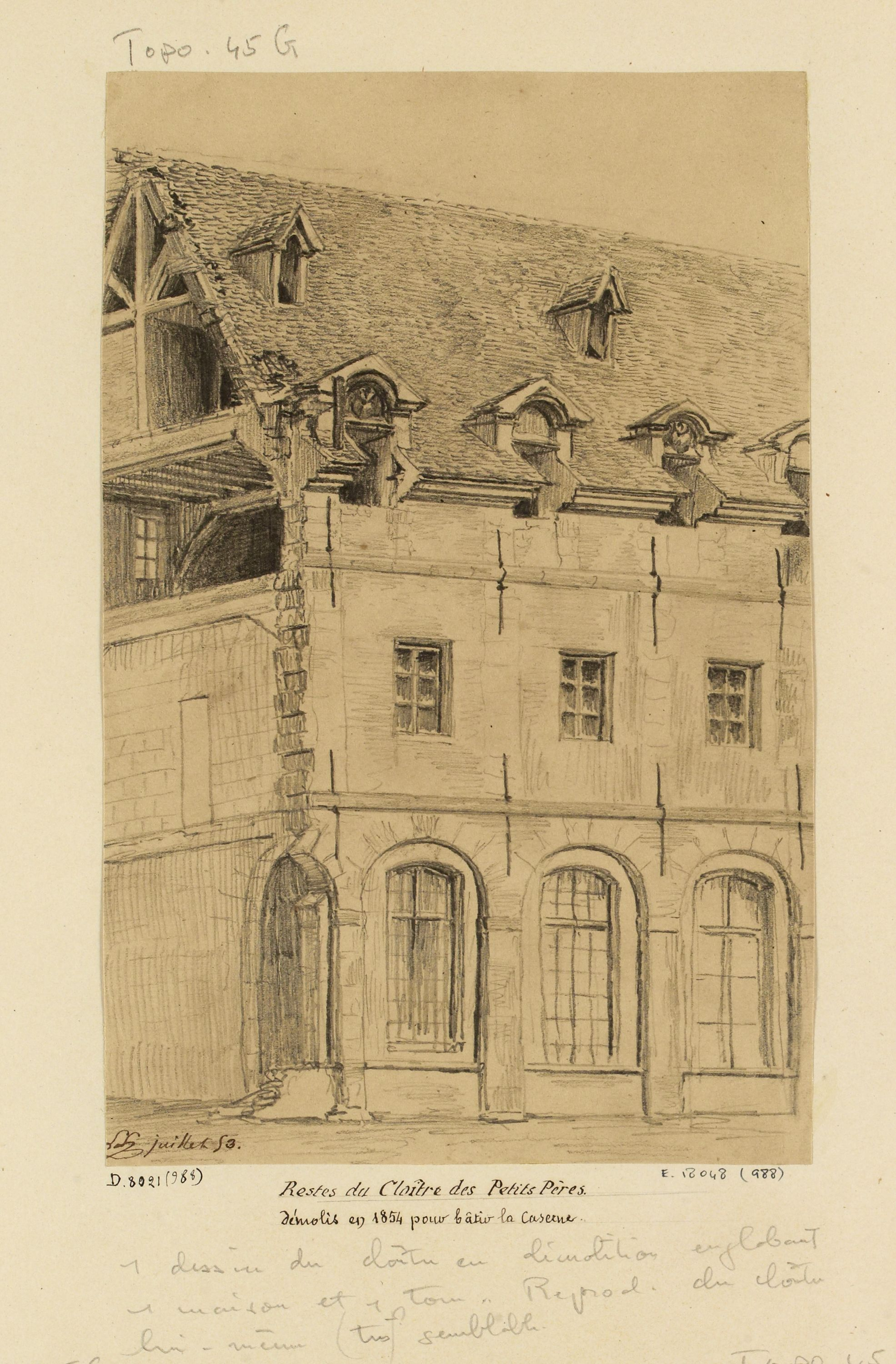
Reste des Couvent des Petits Pères, der 1854 abgerissen wurde, um die Kaserne zu bauen.
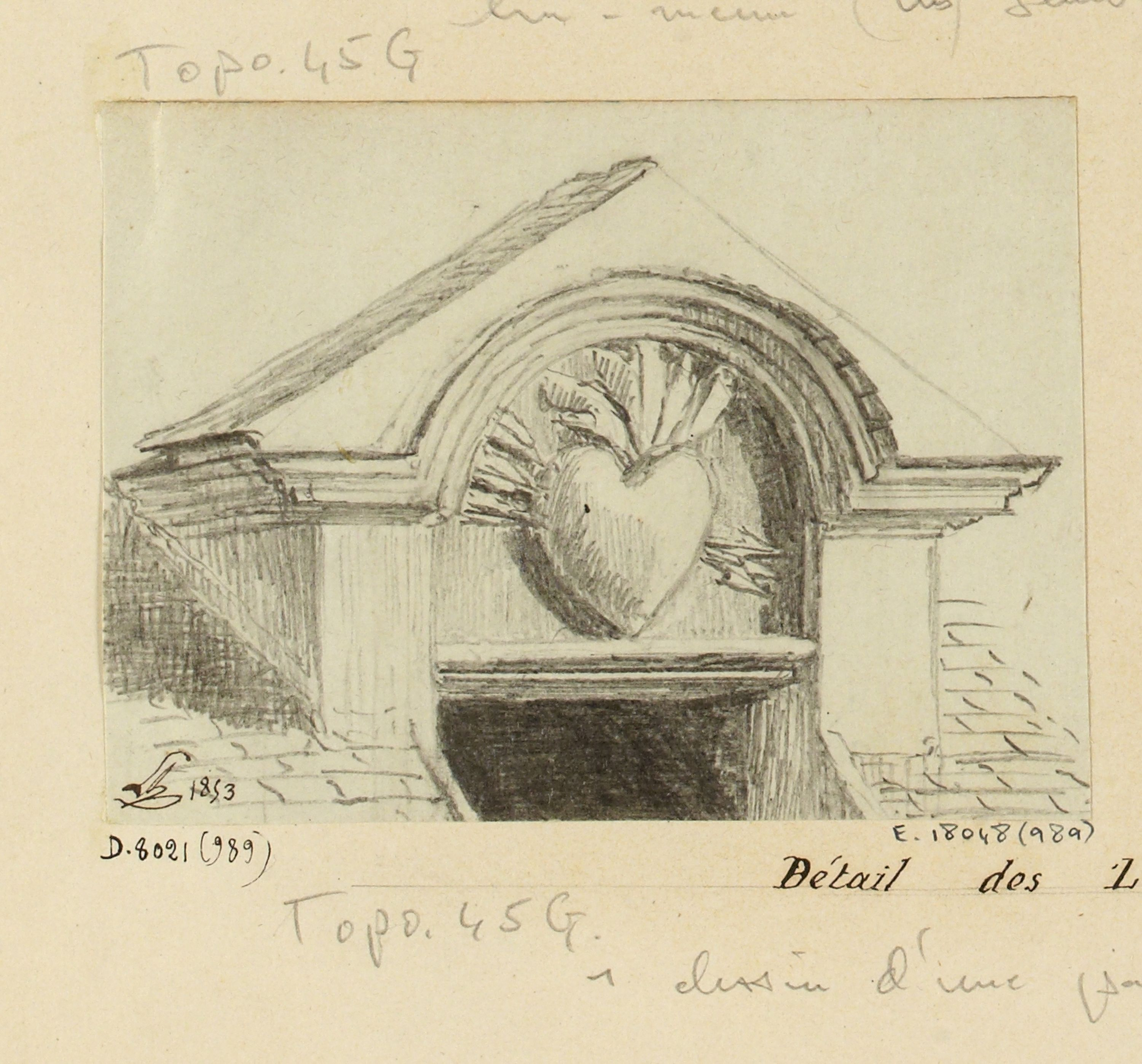
Detailansicht der Oberlichter des 1854 abgerissenen Gebäudes.
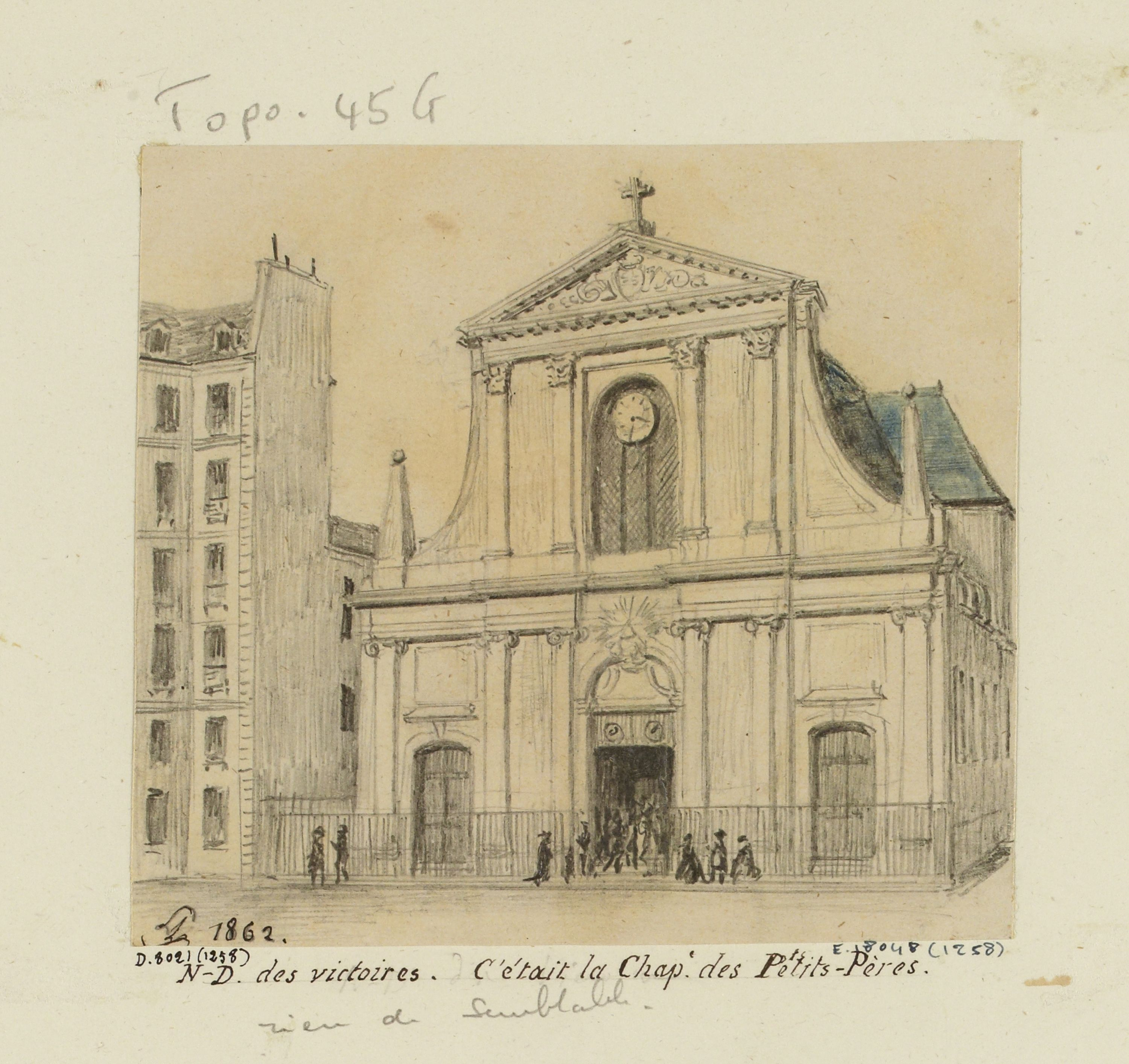
Die Basilika Notre-Dame-des-Victoires, ehemalige Kapelle der Petits Pères.